# Innocent Boutry
Pour les articles homonymes, voir Boutry.
Innocent Boutry est un maître de chapelle français, actif dans plusieurs villes entre 1657 et 1680 et notamment au Mans.

## Biographie
Il est né vers 1634, dans le diocèse de Chartres. Il accède à la prêtrise vers 1663-1664.

### Le Mans 1654-1657
Il est reçu maître de chapelle à la collégiale Saint-Pierre-la-Cour du Mans en octobre 1654, âgé d’environ 30 ans.

### Tours 1657-1661
Il passe maître de chapelle à la cathédrale Saint-Gatien de Tours, de 1657 à 1661. Il concourt et est récompensé au puy de musique du Mans en 1657.
D’après Chartier et Yvon, Boutry aurait passé dans cette période quelque temps à Rouen comme « maître de musique » et à Noyon comme « maître de l’église ».

### Paris 1662-1663
Il est engagé comme maître de chapelle de la cathédrale Notre-Dame de Paris du 4 août 1662 au 20 octobre 1663. De cette période, on connaît un congé qui lui est accordé pour quinze jours sans qu’on en sache la raison.
D’après Granger 1996, il revient brièvement à Chartres et y est nommé prêtre, avant de repartir au Mans.

### Le Mans 1664-1680

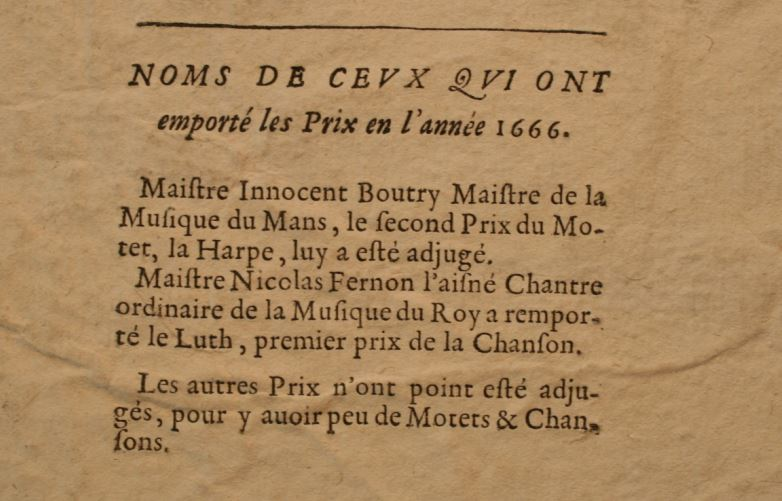
Un extrait de l'affiche du Puy d'Évreux de 1667 (AD Eure : D 5)

Il revient au Mans vers noël 1664, où il succède à Jean Colin comme maître de chapelle de la cathédrale Saint-Julien. Peu après, il demande au chapitre l’achat d’une épinette. Il y reste cinq ans et y reçoit, outre ses émoluments de maître de chapelle, 10 sols par jour en tant que vicaire. Il est également doté en décembre 1665 de la chapelle de Sainte-Marie-Madeleine, desservie en l’église du Mans.
En 1666, il concourt au puy de musique d’Évreux et y reçoit la harpe d'argent, le second prix attribué pour le motet. La même année, il est juge au puy de musique du Mans, faisant chanter les deux motets reçus et dont le meilleur n’est autre que celui de Louis Bouteiller, alors jeune musicien au Mans, et ex-enfant dans la psallette qu’il dirige, de facto exclu du concours.
En janvier 1670 il est admonesté par le chapitre pour n’avoir pas conduit ni ramené les enfants à l’église et avoir manqué le service du chœur, sous menace de congé, ce qui peut être le signe d’une mésentente avec le chapitre. Il se rapproche alors du chapitre de l’église collégiale Saint-Pierre-la-Cour, sans respecter les voies hiérarchiques, et s’accorde avec lui pour passer à son service comme maître de chapelle (il avait déjà travaillé là entre 1654 et 1657). Il est immédiatement congédié par le chapitre cathédral de Saint-Julien.
Son engagement à Saint-Pierre est formalisé le 26 janvier. Là, il évince François Fleury, engagé deux mois auparavant, qui ne faisait sans doute pas l’affaire. L’acte de son engagement précise qu’il avait précédemment travaillé à Tours, à la cathédrale de Noyon, à Notre-Dame de Paris, outre la cathédrale Saint-Julien du Mans.
Son service à Saint-Pierre-la-Cour donne quelques exemples de la vie courante d’un maître de chapelle. Un mois après son engagement, il obtient un crédit du chapitre pour acheter une douzaine de messes en musique chez Robert III Ballard. En juillet 1671, il est prié par le chapitre de pourvoir au remplacement d’un enfant de chœur défaillant, en quelques semaines. En été 1672, il obtient un congé de quinze jours pour aller à Paris vaquer à ses affaires - on ne sait lesquelles - en compagnie de son collègue Pierre Ribière.
Il reste à Saint-Pierre jusqu’en octobre 1676, non sans s’être fait remarquer à plusieurs reprises pour son caractère emporté ; c’est Jean Mourot qui lui succède.

### Pruillé l’Eguillé
Fin octobre 1676, il est nommé chanoine de Pruillé l’Eguillé, une petite localité au sud-est du Mans.

### Saint-Calais
Il est encore cité comme chanoine de la collégiale de Saint-Calais en 1688. Il y meurt vers 1690-1695.

## Œuvres
On ne connaît que deux messes de Boutry, parues lorsqu’il était à Tours :
- Missa quatuor vocum, ad imitationem moduli Speciosa facta es. Paris : Robert III Ballard, 1661. 2°, 14 f. RISM B 3950, Guillo 2003 n° 1661-G.

Transcription par Léna Gautier : Éditions du Centre de Musique Baroque de Versailles, 1997.
- Missa Magnus et mirabilis, 4 v. Paris : Robert III Ballard, 1661. 2°. Guillo 2003 n° 1661-F.

Édition perdue, dont l'existence est attestée par plusieurs mentions dans les catalogues de la maison Ballard (en 1683, 1704, 1707, 1727, 1744). Elle a dû paraître vers 1661 mais cette date n’est pas vraiment attestée.
Sa messe Speciosa facta es illustre bien l’évolution contemporaine du style, avec un contrepoint très tonal montrant quelques signes italianisants.

## Discographie
- Mille ans de musique. Maîtrise de la cathédrale du Mans, dir. Philippe Lenoble. Pièces de Jehan Daniel, Jacques Peltier, Julien Belin,  André Pechon, Innocent Boutry, Louis Bouteiller et autres.1 CD Éditions Art et Musique, 2006, réf. B00139P31G.